# André-Max Leroy
André-Max Leroy (* 11. September 1892 in Le Raincy, Département Seine-Saint-Denis, Frankreich; † 1978 in Eaubonne, Département Val-d’Oise, Frankreich) war ein französischer Nutztierwissenschaftler und zwölf Jahre erster Präsident der Europäischen Vereinigung für Tierproduktion (EAAP).

## Leben und Wirken
Er studierte am Institut national agronomique (INA) in Paris Agrarwissenschaften und schloss als Diplomingenieur für Landwirtschaft ab. Es folgten Aufenthalte im Französischen Protektorat Marokko und in Französisch-Westafrika. Später wurde er am INA Assistent für Anatomie und allgemeine Physiologie, danach Repetitor für Tierzucht und Tierhaltung. 1939 erhielt er hier die Professur für Tierwissenschaften und befasste sich auf dem Gebiet der Tierernährung mit einem System der Futteräquivalente zur Bewertung der verschiedenen Futtermittel auf der Basis der Gerste. Dazu richtete er eine Versuchsstation ein, bildete viele Fachkräfte der Futtermittelindustrie aus und war deren wissenschaftlicher Berater. Er setzte sich außerdem dafür ein, die Ergebnisse der Milch- und Fettleistungsprüfung von Kühen zur Bewertung verwandter Zuchttiere zu verwenden. In einigen Veröffentlichungen mit mehreren Auflagen behandelte er die wirtschaftliche Erzeugung von Rind-, Schweinefleisch und Schafwolle.
Leroy versuchte bereits 1939, eine europäische Dachorganisation für Tierzucht zu gründen. Das gelang ihm 1949 auf dem V. Internationalen Kongress für Tierproduktion in Paris, als 12 nationale Verbände diesen Schritt verwirklichten. Zum ersten Präsidenten der  Europäischen Vereinigung für Tierproduktion wurde Leroy gewählt – er füllte dieses Ehrenamt zwei Perioden bis 1961 aus. Er war 1949 auch der Gründungspräsident der Französischen Vereinigung für Tierproduktion. Außerdem setzte er sich 1951 für die Bildung des Europäischen Komitees für Milchleistungskontrolle ein und sorgte mit für die international vergleichbare Ermittlung und Auswertung der Ergebnisse.

## Hauptwerk (Auswahl)
- La Population bovine du Maroc. Publication de l’Institut de médecine vétérinaire exotique. Paris, 1922
- L’Élevage rationnel des animaux domestiques, zootechnie générale. 1929, 1951; Tome 1: Alimentation, Hachette, Paris 1929, 1958, 1965
- Le Porc. élevage, engraissement, reproduction. Hachette, Paris 1937, 1953
- Le Boeuf. Hachette, Paris 1942
- Le Mouton, races, élevage, viande, laine. Hachette, Paris 1948, 1961
- mit Geneviève Charlet-Lery und Jacques Delage: Tierernährungsmängel in Frankreich. (Dt. Fassung u. Bearb. aus d. Ms. Kurt Krebs) Find, Stuttgart-Plieningen 1956
- mit Jacqueline Sentex und Rodolphe Stoeckel Le Producteur de lait: guide du controle laitier et beurrier. Hachette, Paris 1956
- Le Porc: races, hygiène, .techniques de l’elevage. Hachette, Paris 1961, 1969.
- Nutrition animale: biologie, physiologie et alimentation rationnelle. J.-B. Baillière et fils, 1960–1961.
- La Vache laitière, moyens à employer pou produire du bon lait dans les meilleures conditions èconomiques. Hachette, Paris 1965.

## Auszeichnungen
- 1954 Hermann-von-Nathusius-Medaille in Gold der Deutschen Gesellschaft für Züchtungskunde (DGfZ)[1]
- Ehrenmitglied der Deutschen Gesellschaft für Züchtungskunde (DGfZ)[2]
- 1961 Ehrenpräsident der Europäischen Vereinigung für Tierproduktion
- Prof-Leroy-Preis der EVT für einen hervorragenden wissenschaftlichen Beitrag zur Tierproduktion